# Fagocitoza
Fagocitóza (grško phageîn - jesti, žreti + kytos - celica) je celični proces, pri katerem tuje delce, ki so vdrli v telo in zelo majhne delce hrane, požrejo in razgradijo fagociti (zlasti makrofagi).
V prvi stopnji požiranja se fagocit približa delcu, ki ga bo pogoltnil. Prisloni se obenj in ga prekrije s podaljškom membrane (psevdopodijem), dokler ga povsem ne obda. To dejanje opisujemo kot pojav širjenja in pritrjevanja makrofagov. Kemična zgradba tujkov močno vpliva na potek fagocitoze, saj se mikrobi s kapsulo upirajo temu procesu, če niso navzoče ustrezne snovi, ki olajšajo fagocitozo (opsonini), in komplement. Fagocitirane delce obdaja del celične membrane in tako nastanejo fagosomi; ti potem splavajo v citoplazmo. V slednji se jim pridružijo lizosomski mehurčki s hidrolitičnimi encimi, kot so fagocitom, katepsin D, α-glukoronidaza, peroksidaza, levkini, kisla in alkalna fosfataza, amilaza, proteaza, lipaza, kisla ribonukleaza, α-galaktodiaza in lizocim. Membrani fagosoma in lizosoma se zlijeta in nastane fagolizosom, tujek pa se v njem razkroji.
Pojav fagocitoze ima dvojen pomen:
1. Je pomemben za uničevanje korpuskularnih tujkov;
2. Je pomembna predstopnja imunskega odziva (priprava ali tudi predstavitev antigena).